# Méray Judit
Méray Judit (Makó, 1944. június 24. – Szeged, 2015. április 1.) magyar orvos, aneszteziológus, egyetemi tanár. Az orvostudományok kandidátusa (1988).

## Életpályája
Szülei: Méray László és Gáspár Magdolna voltak. 1962–1968 között a Szegedi Orvostudományi Egyetem hallgatója volt. 1968–1976 között a SZOTE I. számú Sebészeti Klinikáján aneszteziológus és intenzív terápiás orvosként dolgozott. 1972-től szakorvos lett. 1975-1976 között Bécsben járt tanulmányúton. 1976–1991 között részlegvezető aneszteziológus adjunktus, majd docens volt. 1991–1994 között, valamint 2003-tól az Aneszteziológiai és Intenzív Terápiás Intézet igazgató-helyettese, 1994–2000 között az intézet igazgatója, tanszékvezetője volt. 1993-ban habilitált és egyetemi tanári kinevezést kapott. 2000-ben az Aneszteziológiai és Intenzív Terápiás Szakmai Kollégium elnöke volt. 2000-2003 között az Egyesült Arab Emírségekben dolgozott.
Kutatási területe a légútbiztosítás az aneszteziológiában és az intenzív terápiában, valamint a mesterséges táplálás.

## Magánélete
1970-ben házasságot kötött dr. Gaál Tibor kardiológussal. Három gyermekük született; Tibor (1972), Magdolna (1976) és Dóra (1980).